# Giovanni Agostino Perotti

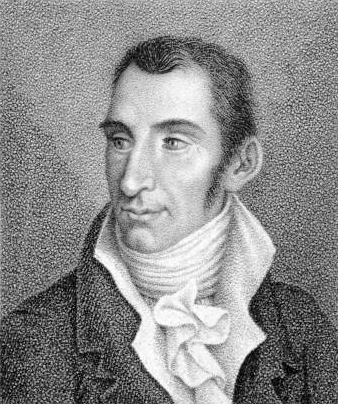
Giovanni Agostino Perotti

Giovanni Agostino Perotti (* 12. April 1769 in Vercelli; † 6. Juni 1855 in Venedig) war ein italienischer Komponist und Chorleiter.

## Leben
Perotti studierte Musik bei Stanislao Mattei an der Accademia Filarmonica in Bologna. 1794 zog er nach Venedig, wo er bald in der renommierten Kapelle Marciana mitwirkte, deren Direktor er im Jahre 1811 wurde. 
Am 13. September 1807 heiratete er Diana Spada, die ihm sieben Kinder gebar. 